# Johann von Riedheim
Johann von Riedheim (* 15. Jahrhundert; † 16. Oktober 1507 in Ulm) war von 1481 bis 1507 Fürstabt des Fürststifts Kempten.

## Leben und Wirken
Das Geburtsdatum Johanns von Riedheim ist unbekannt. Er entstammte dem bayerisch-schwäbischen Adelsgeschlecht der Herren von Riedheim, die ursprünglich Ministerialen der Grafen von Lechsgemünd waren und ihren Stammsitz in Riedheim hatten. 
1483 gelang es Johann von Riedheim von Papst Sixtus IV. die Exemtion seines Klosters zu erreichen. Damit war die Fürstabtei Kempten nicht nur von der Jurisdiktion des Bischofs von Konstanz befreit und direkt dem Heiligen Stuhl unterstellt; die Fürstäbte durften von nun an auch bischöfliche Rechte ausüben, was der Bischof von Konstanz jedoch erst 1752 anerkannte.
Der bereits unter seinem Amtsvorgänger Johann von Wernau aufkeimende Widerstand stiftkemptischer Bauern gegen Bevormundung, Unterdrückung und Abgabenerhöhungen vonseiten der Fürstabtei, entlud sich 1491/92 in einem Bauernaufstand, nachdem Johann von Riedheim trotz einer durch Missernten verursachten Hungersnot die Einführung einer neuen Steuer forderte. Aufgrund der Unruhen floh der Fürstabt bis zur friedlichen Beilegung des Aufstandes im Jahre 1492 auf Burg Liebenthann.

### Bautätigkeit
Von Riedheim war nicht nur den Künsten sehr zugetan, sondern erwies sich während seiner Regierungszeit auch als sehr baufreudig und gilt deshalb als bedeutendster spätmittelalterlicher Fürstabt des Fürststifts Kempten. So wurden unter Johann von Riedheim 1498 die St. Afrakirche in Betzigau sowie um 1500 die  Pfarrkirche St. Michael in Krugzell errichtet. Ferner ließ er 1488 in der damaligen Stiftskirche eine zweite hölzerne Orgel erbauen und leistete damit einen großen Beitrag zur Förderung des liturgischen Musikwesens im Fürststift Kempten.

### Gebietserweiterung
1499 erwarb von Riedheim durch Kauf die Herrschaft Hohentann, die neben Burg Hohentann auch mehrere Mühlen, Güter, Höfe sowie ansässige Untertanen umfasste, außerdem die niedere Gerichtsbarkeit besaß und ließ dort eine Vogtei des Fürststifts einrichten.